# Szendrőlád
Szendrőlád ist eine ungarische Gemeinde im Kreis Edelény im Komitat Borsod-Abaúj-Zemplén.

## Geografische Lage
Szendrőlád liegt in Nordungarn am linken Ufer des Flusses Bódva, 34 Kilometer nördlich des Komitatssitzes Miskolc und 13 Kilometer nordöstlich der Kreisstadt Edelény. Nachbargemeinden sind Szendrő, Abod, Ládbesenyő, und Balajt.

## Geschichte
Im Jahr 1913 gab es in der damaligen Kleingemeinde 160 Häuser und 763 Einwohner auf einer Fläche von 2865 Katastraljochen. Sie gehörte zu dieser Zeit zum Bezirk Edeleńy im Komitat Borsod.

## Sehenswürdigkeiten
- Reformierte Kirche, erbaut 1875
- Römisch-katholische Kirche Szűz Mária Neve, erbaut zu Beginn des 19. Jahrhunderts
- Statue des heiligen Johannes Nepomuk (Nepomuki Szent János kőszobor), erbaut um 1820

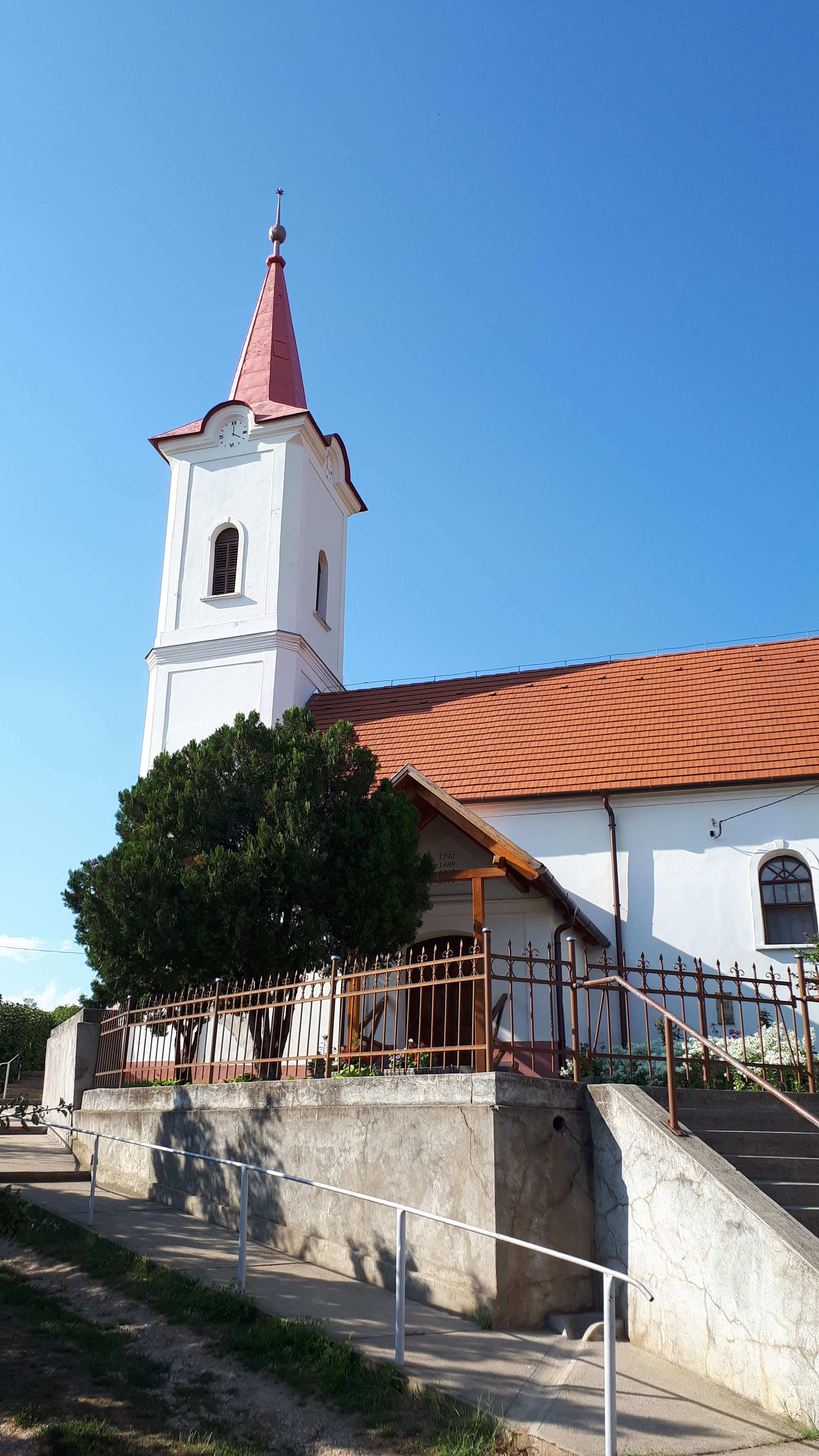
Reformierte Kirche
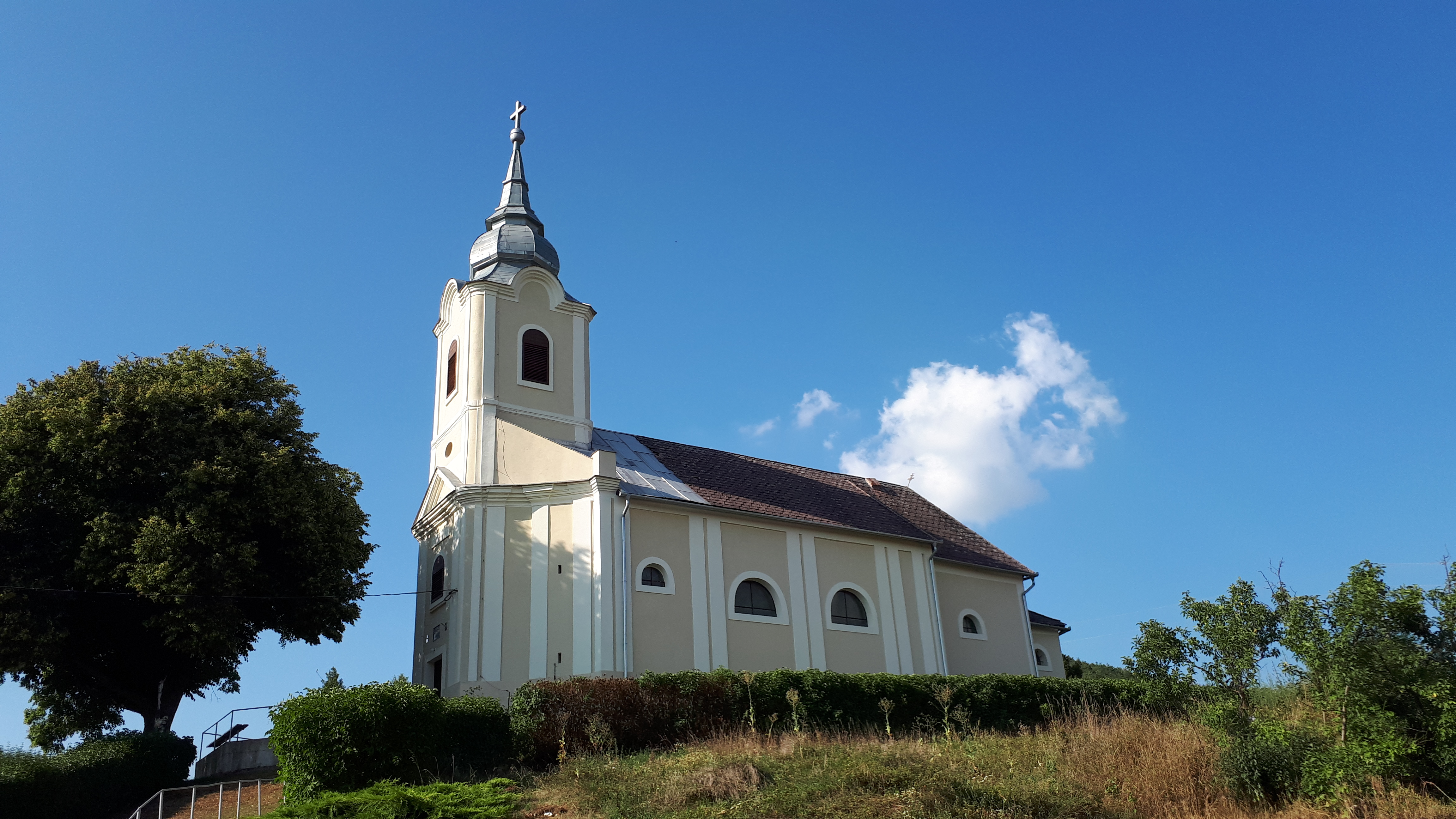
Römisch-katholische Kirche Szűz Mária Neve
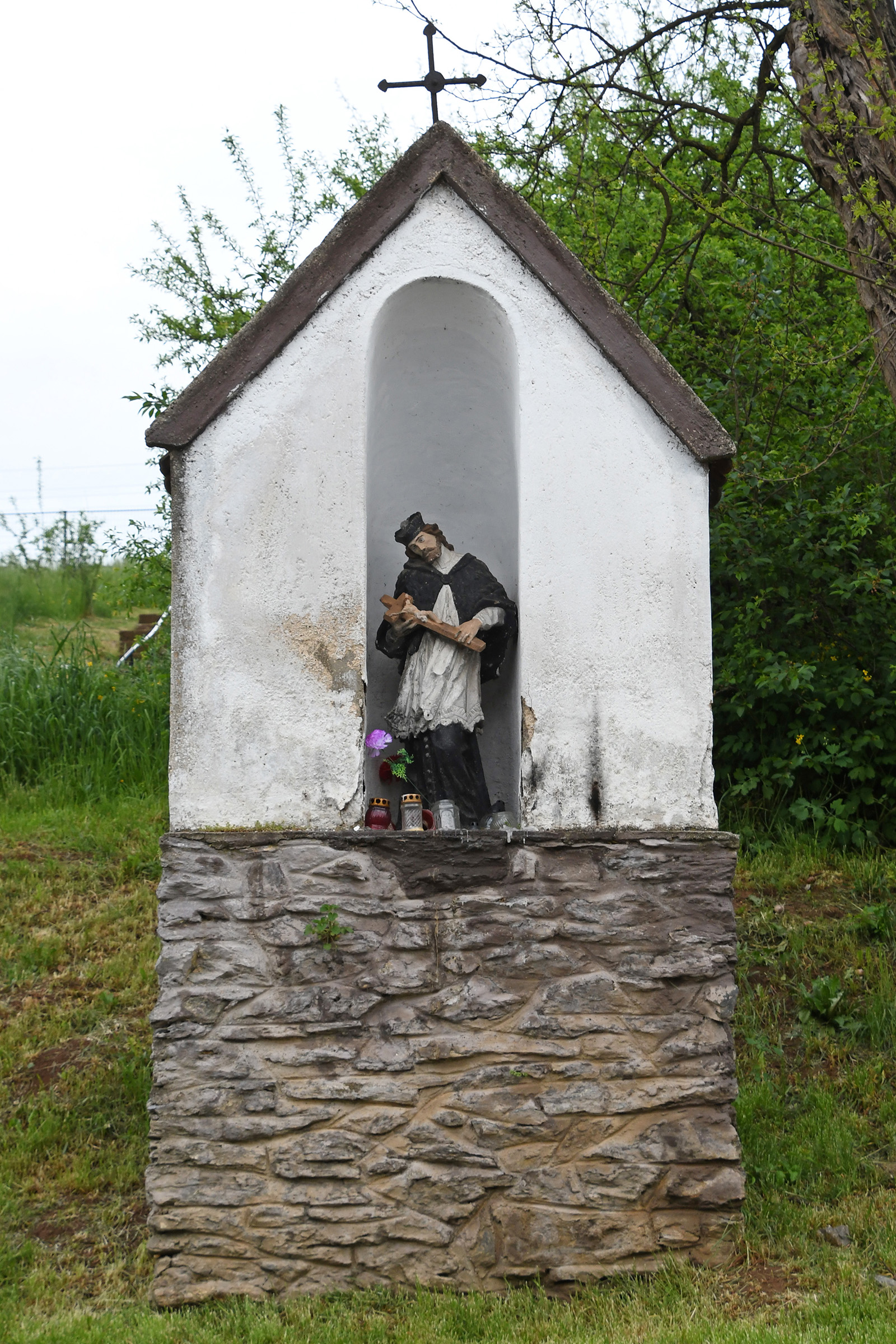
Statue des heiligen Johannes Nepomuk

## Verkehr
Durch Szendrőlád verläuft die Hauptstraße Nr. 27. Die Gemeinde ist angebunden an die Eisenbahnstrecke von Miskolc nach Tornanádaska.